# Estanca de los Dos Reinos
Estanca de los Dos Reinos este o arie protejată (arie specială de conservare — SAC, sit de importanță comunitară — SCI, arie de protecție specială avifaunistică — SPA) din Spania întinsă pe o suprafață de 31,79 ha, integral pe uscat.

## Localizare
Centrul sitului Estanca de los Dos Reinos este situat la coordonatele 42°19′48″N 1°22′01″W / 42.3299°N 1.367°V.

## Înființare
Situl Estanca de los Dos Reinos a fost declarat arie de protecție specială avifaunistică în decembrie 1990 pentru a proteja 23 de specii de animale. Alte tipuri de protecție:
- sit de importanță comunitară (în martie 1999)
- arie specială de conservare (în iunie 2016)[1][3][4]

## Biodiversitate
Situată în ecoregiunea mediteraneană, aria protejată conține 8 habitate naturale: Pajiști umede mediteraneene cu ierburi înalte de Molinio-Holoschoenion, Salicornia și alte specii anuale care populează regiunile mlăștinoase și nisipoase, Lande oro-mediteraneene cu formațiuni endemice de grozamă, Pășuni mediteraneene udate de apa mării (Juncetalia maritimi), Pseudostepă cu ierburi și specii anuale de Thero-Brachypodietea, Tufărișuri halofile mediteraneene și termo-atlantice (Sarcocornetea fruticosi), Tufărișuri halo-nitrofile (Pegano-Salsoletea), Stepe sărăturate mediteraneene (Limonietalia).
La baza desemnării sitului se află mai multe specii protejate:
- păsări (21): rață sulițar (Anas acuta), rață pitică (Anas crecca), rață mare (Anas platyrhynchos), gâscă cenușie (Anser anser), egretă mare (Ardea alba), stârc cenușiu (Ardea cinerea), stârc roșu (Ardea purpurea), rață-cu-cap-castaniu (Aythya ferina), buhai de baltă (Botaurus stellaris), Bubulcus ibis, erete de stuf (Circus aeruginosus), erete vânăt (Circus cyaneus), ciocârlan (Galerida cristata), stârc pitic (Ixobrychus minutus), rață fluierătoare (Mareca penelope), rață pestriță (Mareca strepera), Phalacrocorax carbo sinensis, corcodel mare (Podiceps cristatus), pițigoi-pungar (Remiz pendulinus), Spatula clypeata, Zapornia pusilla
- mamifere (2): vidră de râu (Lutra lutra), nurcă (Mustela lutreola)

Pe lângă speciile protejate, pe teritoriul sitului au mai fost identificate 2 specii de păsări, 3 specii de amfibieni.